# Konotop (Lubusz)
Pour les articles homonymes, voir Konotop.
Konotop (prononciation : [kɔˈnɔtɔp]) est un village polonais de la gmina de Kolsko dans le powiat de Nowa Sól de la voïvodie de Lubusz dans l'ouest de la Pologne.
Il se situe à environ 5 kilomètres au sud-ouest de Kolsko (siège de la gmina), 20 kilomètres au nord-est de Nowa Sól (siège du powiat) et 28 kilomètres à l'est de Zielona Góra (siège de la diétine régionale).
Le village compte approximativement une population de 1400 habitants.

## Histoire
Au cours du deuxième partage de la Pologne en 1793, le village est annexé par le Royaume de Prusse sous le nom de Kontoppe. De 1793 à 1945, Kontopp fait partie de l'arrondissement de Grünberg-en-Silésie dans le district de Liegnitz au sein de la province de Silésie.
Après la Seconde Guerre mondiale, avec la mise en œuvre de la ligne Oder-Neisse, le village retourne à la République populaire de Pologne. La population d'origine allemande est expulsée et remplacée par des polonais.
De 1975 à 1998, le village appartenait administrativement à la voïvodie de Zielona Góra.

Depuis 1999, il appartient administrativement à la voïvodie de Lubusz

## Galerie

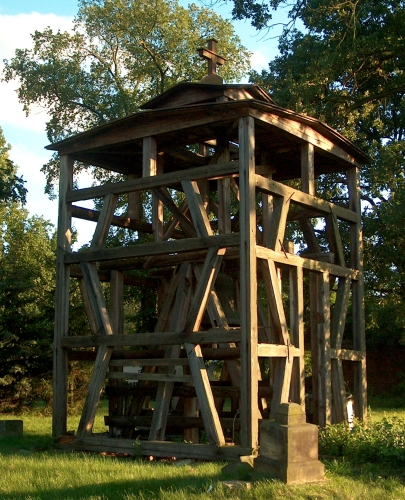
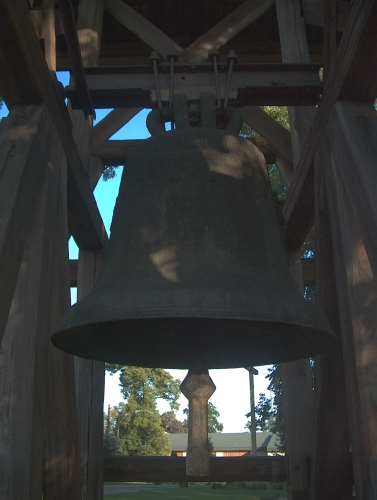
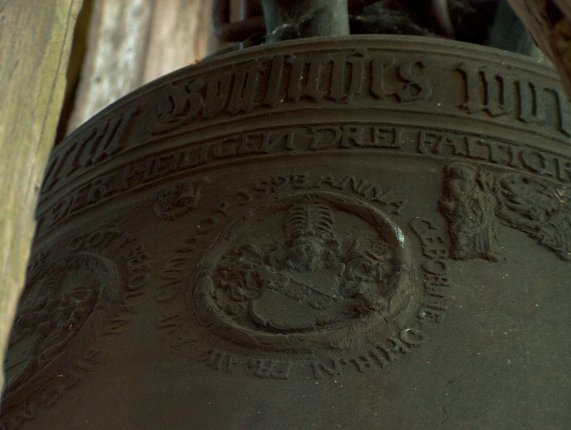
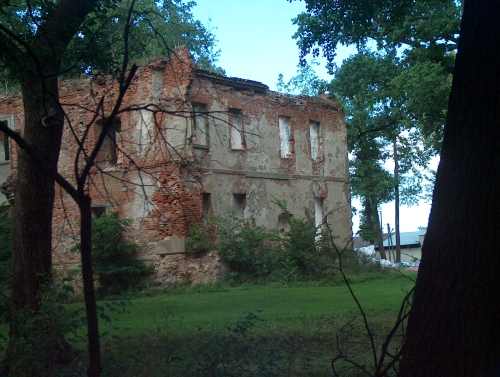
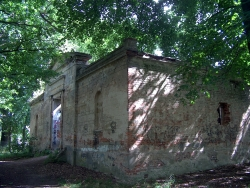
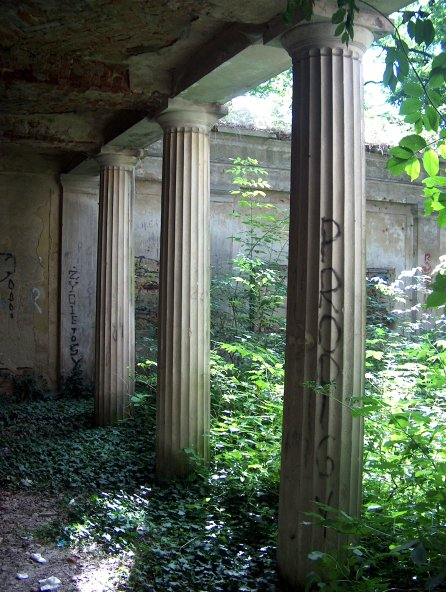
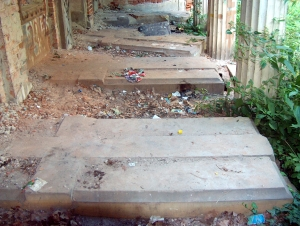
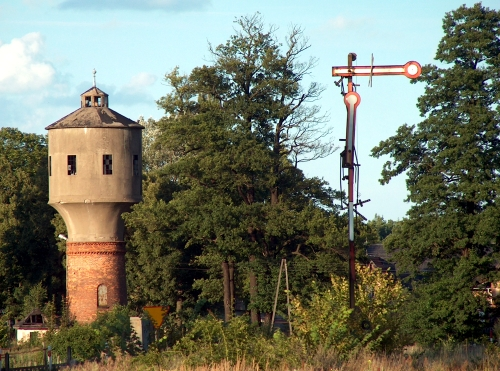
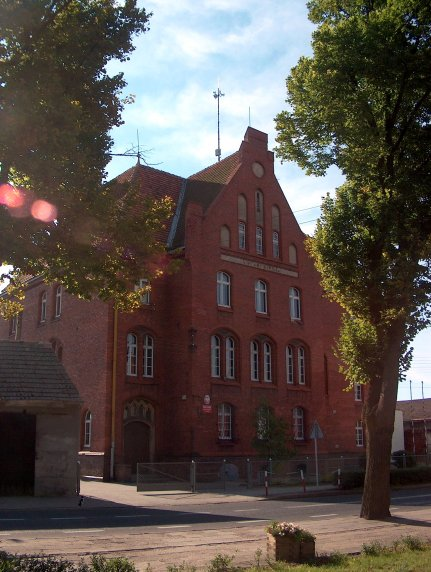